# Casearia mindanaensis
Casearia mindanaensis är en videväxtart som beskrevs av Merrill. Casearia mindanaensis ingår i släktet Casearia och familjen videväxter. Inga underarter finns listade i Catalogue of Life.